# Лайзель
Лайзель (нем. Leisel) — община в Германии, в земле Рейнланд-Пфальц. 
Входит в состав района Биркенфельд. Подчиняется управлению Биркенфельд.  Население составляет 569 человек (на 31 декабря 2010 года). Занимает площадь 8,82 км².